# Countdown (Lied)
Countdown ist ein Popsong der US-amerikanischen Sängerin Beyoncé Knowles aus ihrem Album 4. Produziert von Shea Taylor, Cainon Lamb und Beyoncé wurde es in den Vereinigten Staaten am 4. Oktober 2011 als dritte Singleauskopplung veröffentlicht. Der Song enthält ein Sample des Boyz-II-Men-Titels Uhh Ahh. Das zugehörige Musikvideo wurde von Adria Petty produziert.

## Kommerzieller Erfolg

### Chartplatzierungen
Allein durch Downloads erreichte die Single Rang 65 in den österreichischen Single-Charts und in Großbritannien Rang 35. In einigen Ländern erreichte sie die Top-30 der Charts, wie beispielsweise in Dänemark und Belgien. Nach der Veröffentlichung in den Vereinigten Staaten chartete Countdown zunächst auf Platz 85 der US-Hitparade und stieg in den folgenden Wochen auf Position 71 und hielt sich einige Wochen in den Charts. In Deutschland erschien die Single am 25. November 2011 und platzierte sich nicht in den Single-Charts, sondern in den Black-Download-Charts, dort erreichte sie Platz eins.
| ChartsChartplatzierungen       | Höchstplatzierung | Wochen |
| ------------------------------ | ----------------- | ------ |
| Österreich (Ö3)                | 65 (1 Wo.)        | 1      |
| Vereinigte Staaten (Billboard) | 71 (15 Wo.)       | 15     |
| Vereinigtes Königreich (OCC)   | 35 (10 Wo.)       | 10     |

### Auszeichnungen für Musikverkäufe
| Land/Region                  | Auszeichnungen für Musikverkäufe (Land/Region, Auszeichnung, Verkäufe) | Verkäufe  |
| ---------------------------- | ---------------------------------------------------------------------- | --------- |
| Brasilien (PMB)              | 2× Platin                                                              | 120.000   |
| Kanada (MC)                  | Gold                                                                   | 40.000    |
| Neuseeland (RMNZ)            | Gold                                                                   | 7.500     |
| Vereinigte Staaten (RIAA)    | 3× Platin                                                              | 3.000.000 |
| Vereinigtes Königreich (BPI) | Gold                                                                   | 400.000   |
| Insgesamt                    | 3× Gold · 5× Platin ·                                                  | 3.567.500 |

Hauptartikel: Beyoncé/Auszeichnungen für Musikverkäufe